# Frauenkirche (Kollbach)

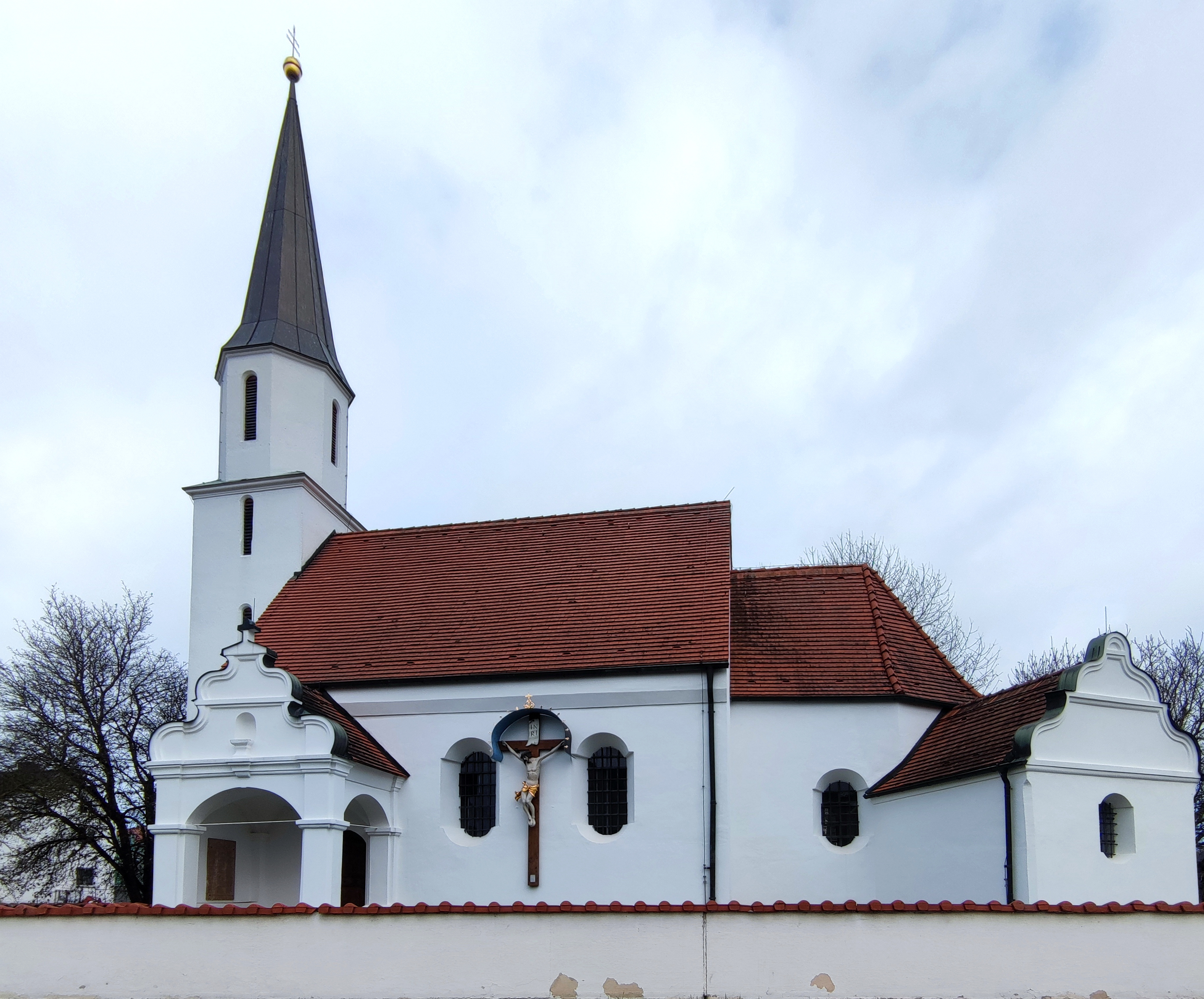
Frauenkirche in Kollbach

Die römisch-katholische Frauenkirche, die ehemalige Wallfahrtskirche Mariä Geburt, steht in Kollbach, einem Gemeindeteil von Petershausen im oberbayerischen Landkreis Dachau. Die Kirche steht unter Denkmalschutz und ist in der Liste der Baudenkmäler in Petershausen unter der Nr. D-1-74-136-8 eingetragen. Sie ist Eigentum der kommunalen Gemeinde Petershausen, darf aber von der Pfarrei Kollbach, die zum Dekanat Dachau im Erzbistum München und Freising gehört, für Gottesdienste genutzt werden.

## Beschreibung
Die spätgotische Saalkirche wurde im 13. Jahrhundert erbaut und 1675 barock umgestaltet. Sie besteht aus dem Langhaus, dem eingezogenen Chor mit Fünfachtelschluss im Osten und dem mit einem spitzen Helm bedeckten Kirchturm im Westen, der erst 1883 anstelle eines Dachreiters errichtet wurde. Die Sakristei mit Schweifgiebel wurde 1765 im Südosten des Chors angebaut. Ein Vorbau mit Schweifgiebel an der Südwand des Langhauses führt zum Portal.
Der Innenraum ist mit einem Kreuzrippengewölbe überspannt. Die Altäre stammen aus der Zeit um 1675.